# Fishing Planet
 (juin 2023).
Fishing Planet est un jeu vidéo sorti en 2015, développé par Fishing Planet LLC et édité par Bigben Interactive.
C'est un jeu de simulation de pêche disponible sur plusieurs plates-formes : PC, Mac, PlayStation 4, PlayStation 5, Xbox One, Nintendo Switch (1 et 2),Android et iOS.
Le jeu est un free-to-play (avec des achats intégrés) mais il existe une version complète, intitulée The Fisherman: Fishing Planet, avec l'équivalent des bonus et du contenu téléchargeable additionnel, lesquels sont autrement payants sur la version gratuite du jeu gratuit.

## Système de jeu

Aperçu du jeu en cours de partie.

Le but du jeu est de pêcher différentes espèces de poissons, en accomplissant des missions jusqu'à attraper des poissons uniques.
Le jeu dispose d'un tutoriel où le joueur apprend à lancer, mouliner, régler le frein, régler la vitesse de moulinet, monter une ligne, choisir son équipement ainsi que les bases de navigation.
Le joueur achète son propre matériel, effectue ses propres montages de ligne et adapte sa technique en fonction du poisson recherché. Le jeu nécessite obligatoirement une connexion à un réseau en ligne bien qu'une partie est réalisable en solo ou à plusieurs. Un système de compétition est disponible régulièrement sur des lieux de pêche. De plus, dans le menu général, il y a aussi un système de classement des joueurs.
Les comportements des poissons (plus de 170) sont semblables à ceux de vrais poissons. Toutefois, les temps d'attente sont réduis (environ deux à sept minutes). Il existe des horaires favorables à la pêche, adaptés en fonction de la météo et des conditions de la journée (jour, nuit, pluie, vent, grand soleil).  Chaque poisson se situe dans une ou plusieurs zones géographique déterminée. Par exemple, les truites sont localisées au nord de la carte tandis que les gros poissons carnivores se situe au centre voire au sud. Il existe quatre niveaux de rareté liées aux mensurations du poisson.
Dans le jeu, chaque équipement à ses spécificité comme la longueur de canne ou de bobine, le grammage de lancer, le poids de ligne moyen, la portance, la sensibilité, la visibilité, l'attractivité, le poids, l'espèce recherché, le prix, le poids, la capacité, le frein, etc. Le joueur adapte son matériel en fonction de l'espèce recherchée, de la technique et du lieu de pêche. Ainsi, il peut faire lui même son ensemble et sa ligne afin de pêcher comme il le souhaite. Il y a aussi un système de casse et de résistance, en serrant le frein, l'ensemble est plus sollicité et s'use donc plus rapidement. Aussi, il y a une barre de tension et de résistance, en sollicitant trop l'ensemble d'un coup (barre en rouge), le fil peut casser. Le matériel est transportable bien qu'il existe une limite de quantité. Celle-ci peut être augmentée par l'achat d'équipement spécifiques (sacs, vêtements ou fourreaux) avec une plus grande capacité. Le joueur possède un vivier qui permet de stocker le poisson lors de la pêche. Il a également une capacité maximum exprimé en poids ainsi qu'une limite de poids par poisson.
Le joueur reçoit de l'expérience et de l'argent en réalisant des prises. C'est pourquoi, il débloque du matériel de plus en plus sophistiqué en gagnant en niveau et qu'il peut acheter. L'augmentation du niveau du joueur libère également l'accès à de nouveaux lieux de pêche. En effet, une vingtaine de plans d'eau ou de rivières sont disponibles, répartis principalement en Europe et en Amérique du Nord. Néanmoins, le joueur doit posséder une licence pour pêcher sur un point d'eau. Dans la version gratuite du jeu, la licence est renouvelable obligatoirement à chaque sortie tandis que l'autre version ne nécessite que l'achat d'une seule licence lié au compte du joueur. Par ailleurs, le joueur doit prendre en compte des frais de voyage.
Le jeu propose des missions (quête) à réaliser telles que l'exploration ou la traque d'espèces inconnues. À chaque étape réalisée d'une quête, une récompense est accordée au joueur.
Le jeu contient une boutique en ligne qui possède des achats intégrés. Les équipements s'obtiennent grâce à la monnaie du jeu, soit communément en dollars, soit plus rarement en baitcoins.

## Accueil

### Critiques
Le jeu est adapté pour être facile à prendre en main. La bande-son est composée de deux musiques qui sont jouées dans le menu ainsi que des sons d'oiseaux, de nature, d'eau et de pêche lorsque le joueur pêche. L'univers est fait pour immerger le joueur au monde la pêche[réf. nécessaire].